# Oplerclanis rhadamistus
Oplerclanis rhadamistus is een vlinder uit de familie pijlstaarten (Sphingidae). De wetenschappelijke naam van deze soort is voor het eerst geldig gepubliceerd in 1781 door Johann Christian Fabricius.
De soort komt voor in het Afrotropisch gebied.